# مارثا غارسيا
مارثا غارسيا (بالإسبانية: Martha García Mayo)‏ هي مجدفة مكسيكية، ولدت في 23 فبراير 1965 في مدينة مكسيكو في المكسيك.

## وصلات خارجية
- مارثا غارسيا على موقع الاتحاد الدولي للتجديف (الإنجليزية)
- مارثا غارسيا على موقع اللجنة الأولمبية الدولية (الإنجليزية)
- مارثا غارسيا على موقع أوليمبيديا (الإنجليزية)